# 萧如薰
萧如薰（16世纪—1628年），字季馨，明朝延安卫人，明朝名将，為將持重見稱。祖父萧汉，凉州副总兵、都督佥事。父萧文奎，京营副将、都督同知。兄萧如兰，陕西副总兵、都督佥事，前府佥书；萧如蕙，宁夏总兵官、都督同知；萧如芷，提督南京教场、都督佥事。
万历年间，由所荫百户历任宁夏参将，守平虏城。二十年（1592年）二月，副总兵致仕哱拜唆使军锋刘东旸据宁夏镇城叛乱，分别自称谋主和总兵，派党羽四出略地，河西很多城池都被攻下，叛将伪左参将土文秀攻打平虏城，只有萧如薰坚守不下。萧妻杨氏是故尚书杨兆之女，贤惠有智，帮助丈夫死守，每天准备牛酒犒军。哱拜养子伪右参将哱云最骁勇，引河套部落首领著力兔一同急攻。萧如薰在南关设伏，佯装战败，诱叛军入内，射死哱云，其余众败逃。萧如薰又袭击著力兔的营寨，收获很多人畜。著力兔愤恨，又来攻，被副总兵麻贵所退，平虏城得以保全。起初万历帝听闻萧如薰以孤城抵抗叛军，大喜，厚赐银币，升副总兵。六月，萧如薰以都督佥事受任代董一奎为宁夏总兵官，尽统延绥、甘肃、固原诸援军。秋季，与提督陕西讨逆军务总兵官李如松等共击叛军，佯装攻北关，实为诱敌，秘密以精兵袭南关，攀云梯而上。哱拜及其子伪左副总兵哱承恩自斩刘东旸、伪右副总兵许朝，乞求以此免死。于是李如松先登，萧如薰及麻贵、原总兵刘承嗣等随后，尽灭哱拜之族。萧如薰等因功得加恩，再进署都督同知，世荫锦衣世指挥佥事；其妻杨氏也被旌表。
二十二年（1594年）八月，卜失兔入侵定边，杀入固原塞，副将姜直不能御敌，卜失兔从沙梁破墙而入直抵下马关，纵横内地几乎一个月。时任宁夏总兵的萧如薰因此被免官下狱。不久又以总兵官之职镇守固原，击退河套入寇。二十七年（1599年），青海寇纠合番族入侵洮、岷，萧如薰与临洮总兵孙仁御敌，擒斩番族二百五十余人，青海寇八十二人，抚纳招降作乱番族五千人，得到驼马、甲仗不可胜数。再镇宁夏。银定、歹成数次有人进犯，都被其打败。如三十一年（1603年），海部鞑靼数次进入陕西塞，就被萧如薰与兵备副使李自实和同僚达云等击退。改镇蓟州。久后，罢官。后又起复，仍镇延绥。
天启初年，廷议京师军队不足用，召边将分营训练，以萧如薰典神机营。面圣时，天启帝赐食嘉奖慰劳。次年，出镇徐州。不久召还北京，又以总兵官之职镇守保定。五年（1625年）夏，宦官魏忠贤之党弹劾萧如薰与已故南京户部尚书李三才联姻，萧如薰于是被夺职。崇祯初年卒，得按制度赏赐、抚恤。
萧如薰为将持重。历次镇守七镇，都被称颂。他能做诗，士人趋之若鹜，家里宾客常满座。妻杨氏和继妻南氏都是贵家女，脱簪珥待客仍然不足。军中以为苦，但萧如薰不能推却宾客。因一时风尚，诸边军物力被消耗，有识者为此感叹。

## 评价
- 《明史》赞曰：张臣诸人，勇略自奋，著效边陲，均一时良将选也。[1]

## 延伸阅读
[在维基数据编辑]
 《明史卷二百三十九》，出自《明史》